# Élection présidentielle zaïroise de 1977
L'élection présidentielle zaïroise de 1977 eut lieu au Zaïre le 3 décembre 1977. Le président en exercice Mobutu Sese Seko se présente sans opposition, et la présidentielle prend ainsi la forme d'un référendum pour ou contre sa candidature. En l'absence de vote secret, Mobutu est réélu avec plus de 98 % des voix

## Mise en œuvre
Le vote n'est ni libre ni secret. Les électeurs n'ont en effet le choix qu'entre un vote en faveur de Mobutu ou non. Ils doivent pour cela prendre ou bien un bulletin "Pour" de couleur verte ou bien un "Contre" de couleur rouge dans des piles à la vue de tous, puis le glisser dans l'urne.

## Résultats
| Choix             | Choix             | Votes      | %     |
| ----------------- | ----------------- | ---------- | ----- |
|                   | Oui               | 10 693 804 | 98,20 |
|                   | Non               | 201 557    | 1,20  |
|                   |                   |            |       |
| Total des votants | Total des votants | 10 694 624 | 100   |